# Mangifera orophila
Mangifera orophila là một loài thực vật thuộc họ Anacardiaceae. Đây là loài đặc hữu của Malaysia.